# Gertrud Pickhan

Gertrud Pickhan (* 27. August 1956 in Dortmund) ist eine deutsche Historikerin. Ihr Forschungsschwerpunkt ist die osteuropäische Geschichte.
Gertrud Pickhan studierte von 1975 bis 1982 Geschichte, Slavistik und Erziehungswissenschaft an den Universitäten Münster, Wien und Hamburg und schloss mit der Qualifikation für das Lehramt an Gymnasien ab.
Sie war von 1985 bis 1992 wissenschaftliche Mitarbeiterin an der Universität der Bundeswehr in Hamburg; an der Universität Hamburg wurde sie im Jahr 1989 promoviert. Es folgten einige Jahre als wissenschaftliche Mitarbeiterin am Deutschen Historischen Institut Warschau (1993–1997). Anschließend arbeitete sie als Wissenschaftlerin und Stellvertreterin der Gründungsdirektorin am Simon-Dubnow-Institut für jüdische Geschichte und Kultur in Leipzig (1997–2000). 1999 habilitierte sie sich im Fach Neuere und Osteuropäische Geschichte an der Universität Hamburg mit einer Schrift über die jüdische Arbeitervereinigung Bund im Polen der Zwischenkriegszeit.
Im Jahr darauf war Pickhan als Professorin für polnische Landes- und Kulturstudien an der Technischen Universität Dresden, von wo sie 2003 auf den Lehrstuhl für die Geschichte Ostmitteleuropas an der Freien Universität Berlin wechselte. 2021 ging sie in den Ruhestand. Sie ist Mitglied der Baltischen Historischen Kommission und Mitglied im Herausgebergremium der Jahrbücher für Geschichte Osteuropas.

## Schriften (Auswahl)
- „Niemandsland“. Die Briefe der Greta Schiffmann und das Schicksal einer jüdischen Familie, ausgewiesen aus Dortmund im Oktober 1938. In: Beiträge zur Geschichte Dortmunds und der Grafschaft Mark. Band 91, 2000, S. 170–201.
- „Gegen den Strom“. Der Allgemeine Jüdische Arbeiterbund „Bund“ in Polen 1918–1939 (= Schriften des Simon-Dubnow-Instituts. 1). Deutsche Verlags-Anstalt, Stuttgart u. a. 2001, ISBN 3-421-05477-0 (Zugleich: Hamburg, Universität, Habilitations-Schrift, 1999).
- „Wohlverdiente Lektionen in Liberalismus und Gewaltenteilung“. Die russische Öffentlichkeit und die Dreyfus-Affäre. In: Elke-Vera Kotowski, Julius H. Schoeps (Hrsg.): J’accuse …! … ich klage an! Zur Affäre Dreyfus. Eine Dokumentation. Verlag für Berlin-Brandenburg, Potsdam 2005, ISBN 3-935035-76-4, S. 143–152.
- Levitan – Liebermann –- Gottlieb. Drei jüdische Maler in ihrem historischen Kontext. In: Manfred Sapper, Volker Weichsel, Anna Lipphardt (Hrsg.): Impulse für Europa. Tradition und Moderne der Juden Osteuropas (= Osteuropa. Bd. 58, Nr. 8/10). BWV – Berliner Wissenschafts-Verlag, Berlin 2008, ISBN 978-3-8305-1434-3, S. 247–264.
- Von der Kiever Rus zum Moskauer Reich. Osteuropa. In: Thomas Ertl, Michael Limberger (Hrsg.): Die Welt. 1250–1500 (= Globalgeschichte. Die Welt 1000–2000. (2)). Mandelbaum u. a., Wien 2009, ISBN 978-3-85476-293-5, S. 113–137.
- mit Maximilian Preisler: Von Hitler vertrieben, von Stalin verfolgt. Der Jazzmusiker Eddie Rosner. Be.bra, Berlin 2010, ISBN 978-3-937233-73-4.

Herausgeberschaften
- mit Ortwin Pelc: Zwischen Lübeck und Novgorod. Wirtschaft, Politik und Kultur im Ostseeraum vom frühen Mittelalter bis ins 20. Jahrhundert. Norbert Angermann zum 60. Geburtstag. Verlag Nordostdeutsches Kulturwerk, Lüneburg 1996, ISBN 3-922296-90-4.
- mit Frank Golczewski: Russischer Nationalismus. Die russische Idee im 19. und 20. Jahrhundert. Darstellung und Texte. Vandenhoeck & Ruprecht, Göttingen 1998, ISBN 3-525-01371-X.
- mit Verena Dohrn: Transit und Transformation. Osteuropäisch-jüdische Migranten in Berlin 1918–1939 (= Charlottengrad und Scheunenviertel. 1). Wallstein, Göttingen 2010, ISBN 978-3-8353-0797-1.
- mit Rüdiger Ritter: Jazz Behind the Iron Curtain (= Jazz. Jazz under State Socialism. 1). Lang, Frankfurt am Main u. a. 2010, ISBN 978-3-631-59172-7.